# 중항오
중항 오(中行吳, ? - ?)는 중국 춘추 시대 진나라의 정치가로, 씨는 순(荀) 혹은 중항(中行)이라 순오(荀吳)라고도 하며, 시호는 목(穆)으로 중항목자(中行穆子)다. 중항헌자의 아들이며, 중항문자의 아버지다.

## 사적
기원전 547년, 위나라에서 영희(甯喜)가 임금 상공을 죽이고 전 임금 헌공을 복위시킨 사건이 있어, 손림보(孫林父)가 이를 진나라에 호소했다. 진나라는 이를 받아들여 제후들을 모아 위나라를 치고자 했으며, 중항오를 노나라에 보내 노 양공을 부르게 했다.
기원전 541년, 위서(魏舒)의 조언에 따라 병거 대신 보졸을 활용하여, 무종과 여러 북적을 태원에서 패배시켰다.
기원전 530년, 제나라 군사와 회합한다고 속여 선우에서 길을 빌려 석양으로 쳐들어갔고, 8월 임오일에 비(肥)나라를 멸하고 비나라 자작 면고[肥子 緜皐]를 데리고 돌아왔다.
기원전 529년, 선우(鮮虞) 사람들이 변경을 지키지 않자, 저옹 땅에서 상군을 거느리고 선우를 침략하여 중인(中人)까지 이르러 크게 노획했다. 노 소공이 진나라를 방문하려 했는데, 아직 진나라는 노나라 상경 계손의여를 아직 사로잡고 있었으므로 노나라 임금의 조회를 받는 것을 꺼려 거절했다. 자복혜백이 사사로이 계손의여를 체포하고 있는 것을 항의하자 한기에게 이를 전하고 계손의여를 석방하기를 구했다.
기원전 527년 가을, 선우를 쳤다. 고(鼓) 땅을 포위했는데, 그곳 사람 중 혹자가 모반하여 성을 바치려 했으나 허락하지 않았고, 오히려 고 땅 사람으로 하여금 모반자를 죽이고 다시 정비하여 수비하게 했다. 포위한 지 석 달이 지나자 고 땅 사람이 항복을 청하였으나, 허락하지 않았다. 마침내 고 땅 사람들이 양식이 다하고 힘이 다하였다고 말하자 그제서야 그 땅을 취하였는데, 한 사람도 죽이지 않았다. 고나라 자작 연제[鼓子 鳶鞮]를 데리고 돌아왔다.
기원전 525년, 초나라와 친밀한 육혼(陸渾) 땅의 융족을 쳐 멸했다.
기원전 521년, 송나라에서 임금 원공이 화씨 일족을 탄압하고, 화씨 일족이 이에 반발하여 반란을 일으켰다. 조나라 한호(翰胡)는 순오, 제나라의 원하기, 위나라의 공자 조와 함께 만나 송나라를 구원하기로 했다.
기원전 520년, 7년 전에 고(鼓)를 치고, 고자를 제 나라로 돌려보냈는데, 고나라가 배반하여 선우에 붙었으므로, 6월에 동양 근처에서 군사들로 쌀을 사들이는 것으로 위장하고 갑옷을 지고 석양 문 밖에서 쉬다가 고를 쳐 멸했다. 고나라 자작 연제를 데리고 오고, 섭타에게 지키게 했다.
| 전 임 중항헌자 | 진나라의 중항씨 종주 기원전 554년 ~ 기원전 519년 | 후 임 중항문자 |